# 長沢峠
長沢峠（ながさわとうげ）は、福島県いわき市にある峠。付近を国道49号が経由している。

## 概要
福島県いわき市と新潟県新潟市を結ぶ国道49号が経由している。ただし、国道指定後の改修時に経路の変更などを含めた改良が行われており、旧道が存在している。現在の国道が経由している峠は、新長沢峠とも呼ばれる。現在の国道49号が経由する峠のピークには、標高（575メートル）とともに峠であることを示す標識が立つ。また、国道49号と同じように郡山市といわき市などを連絡する、磐越自動車道や磐越東線は当峠を経由していない。

### 長沢峠旧道
現在の国道49号が上三坂地区の集落を経由しないのに対して、旧道は上三坂地区の中心部を経由していた。この旧道は現在の国道49号の南側を経由しており、一部は国道349号や福島県道20号いわき上三坂小野線として利用されている。（座標：北緯37度10分4.2秒 東経140度38分51.6秒 / 北緯37.167833度 東経140.647667度）

## その他
- 峠付近には、"一杯清水"と言われる湧水がある[3]。